# عبد الله العليمي باوزير
عبد الله عبد الله العليمي باوزير (وُلِدَ في 1979) سياسي يمني ولد في بيحان بمحافظة شبوة، عضو مجلس القيادة الرئاسي منذ 7 أبريل 2022 ومدير مكتب رئاسة الجمهورية منذ نوفمبر 2016.

## المؤهلات العلمية
- بكالوريوس في الطب العام من جامعة عدن.
- بكالوريوس في الشريعة والقانون من جامعة العلوم والتكنولوجيا.
- ماجستير في الإدارة والاقتصاد من الجامعة الماليزية.
- دكتوراه في الشريعة والقانون من جامعة عدن.

## المناصب التي تولاها
- أستاذاً في جامعة عدن.
- رئيساً لدائرة السلطة المحلية ومنظمات المجتمع المدني بمكتب رئاسة الجمهورية 2012.
- نائباً لمدير مكتب رئاسة الجمهورية 2015.[2]
- مديراً لمكتب رئاسة الجمهورية 2016.[3]
- عضواً في مجلس القيادة الرئاسي 2022.

## وصلات خارجية
- الحكومة اليمنية نسخة محفوظة 13 ديسمبر 2020 على موقع واي باك مشين.
- المركز الوطني للمعلومات - الحكومة الحالية
- وزارة الإدارة المحلية الصفحة الرسمية